# (466825) 2015 BK189
(466825) 2015 BK189 es un asteroide perteneciente al cinturón de asteroides, descubierto el 6 de marzo de 2011 por el equipo Spacewatch desde el Observatorio Nacional de Kitt Peak (Arizona, Estados Unidos).